# Monica Okoye
Monica Okoye (jap. オコエ 桃仁花 Okoye Monica; ur. 7 lutego 1999 w Tokio) – japońska koszykarka, występująca na pozycjach silnej skrzydłowej lub środkowej, reprezentantka Japonii, wicemistrzyni olimpijska, mistrzyni Azji, obecnie zawodniczka Eleutheria Moshatou.
6 października 2022 została zawodniczką greckiego Eleutheria Moshatou.
Jej matka jest Japonką, natomiast ojciec Nigeryjczykiem.

## Osiągnięcia
Stan na 17 listopada 2022, na podstawie, o ile nie zaznaczono inaczej.

### Drużynowe
- Wicemistrzyni Japonii (2018, 2022)[5][6]

### Reprezentacja
- Mistrzyni Azji (2021)[7]
- Wicemistrzyni olimpijska (2020)[8][9][10]
- Uczestniczka:
  - mistrzostw świata (2018 – 9. miejsce, 2022 – 9. miejsce)[11][12]
  - kwalifikacji do mistrzostw świata (2022)
  - azjatyckich prekwalifikacji olimpijskich (2019)

Młodzieżowe
- Uczestniczka mistrzostw świata U–17 (2016 – 9. miejsce)[13]